# La Noë-Blanche
La Noë-Blanche (bretonisch: Ar Wazh-Wenn) ist eine französische Gemeinde mit 1.007 Einwohnern (Stand: 1. Januar 2022) im Département Ille-et-Vilaine in der Region Bretagne. Die Gemeinde gehört zum Arrondissement Redon und ist Teil des Kantons Bain-de-Bretagne. Die Einwohner werden Nautalbanais genannt.

## Geografie
La Noë-Blanche liegt etwa 34 Kilometer südsüdwestlich von Rennes. Umgeben wird La Noë-Blanche von den Nachbargemeinden Guipry-Messac mit Messac im Norden und Westen, Bain-de-Bretagne im Norden und Osten, La Dominelais im Süden und Südosten, Grand-Fougeray im Süden und Langon (Berührungspunkt) im Südwesten.

## Bevölkerung
| Jahr      | 1962 | 1968 | 1975 | 1982 | 1990 | 1999 | 2006 | 2012 |
| --------- | ---- | ---- | ---- | ---- | ---- | ---- | ---- | ---- |
| Einwohner | 822  | 744  | 730  | 878  | 862  | 828  | 978  | 965  |

## Sehenswürdigkeiten
- Römerstraße und früheres Legionslager (vermutlich aus der Zeiten der gallischen Eroberung unter Gallius Iulius Caesar)
- Kirche Sainte-Anne, erbaut um 1850 bis 1852

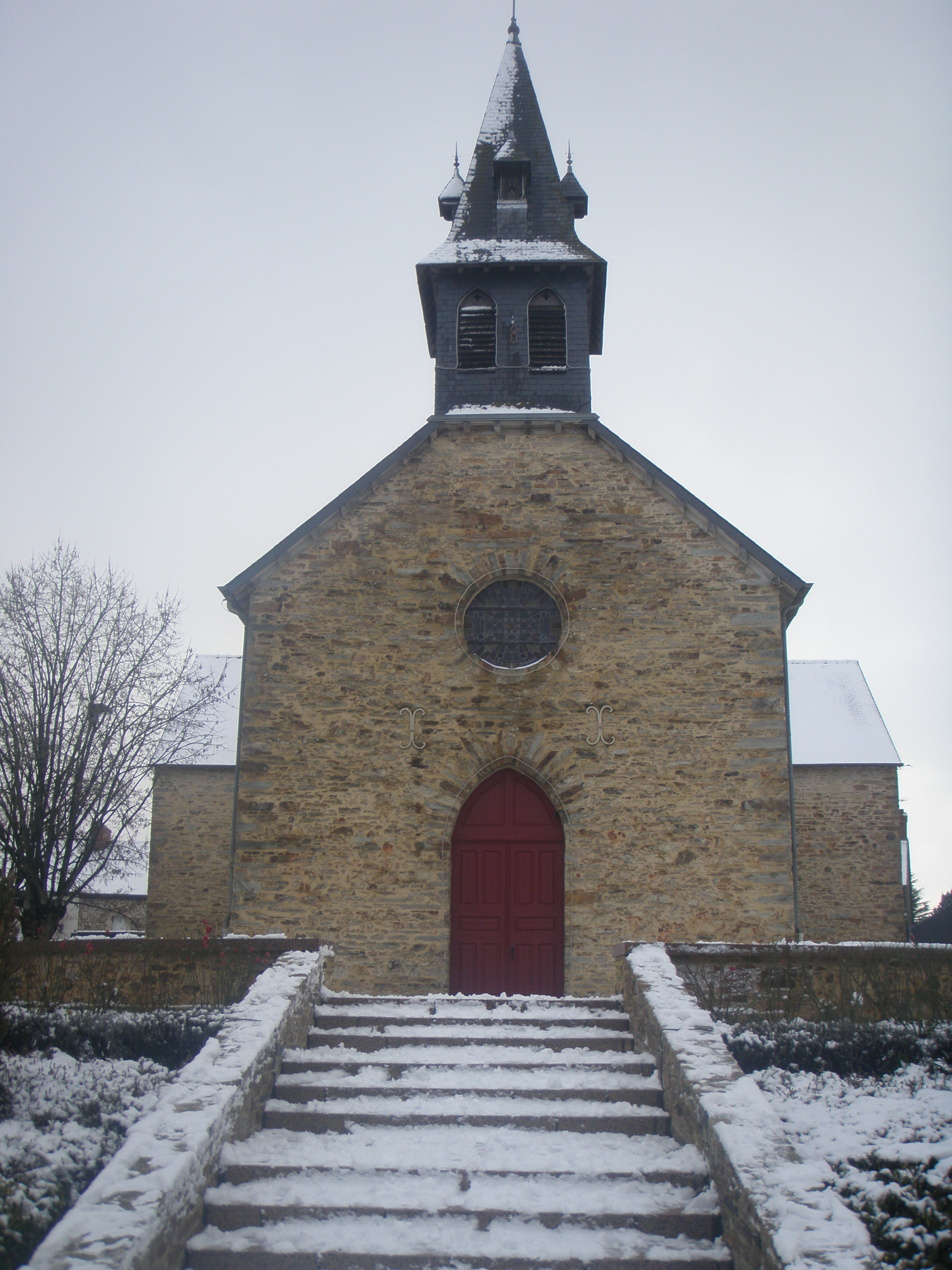
Kirche Sainte-Anne